# BIG (2023年電影)
《BIG》是一部2023年上映的臺灣兒童電影，由魏德聖執導，該電影於2023年12月1日在臺灣上映。以抗癌兒童為主題，描述集結來自不同社會階層、不同面向的6組家庭，彼此從衝突到最後相互支持的故事。

## 故事簡介
6個來自不同背景的小孩，一同住進816兒童癌症病房，他們共同面對病魔，彼此支持，成為了彼此的勇士。每個孩子身上都帶著勇氣的印記，象徵著他們的堅韌與希望。這六個病童和他們的家長們經歷了無數的笑聲和淚水，雖然面對著各自的挑戰，但在關鍵時刻，他們總是能夠互相扶持，展現出真誠的友誼與無私的愛。透過這段旅程，他們學會了勇敢面對生活的困難，並在彼此的陪伴中找到希望的力量。

## 演員表
| 演員             | 角色       | 介紹                                        |
| 鄭又菲           | 張源源     | 9歲 急性骨髓性白血病患者 在動物園長大       |
| 曾沛慈           | 源源媽     | 38歲 動物園保育員                           |
| 陳博正           | 源源爺爺   | 65歲 動物園保育員                           |
| 滕韋煦           | 羅恆       | 5歲 小腦髓母細胞瘤患者 騎著車在醫院走廊冒險 |
| 李佳豫           | 羅恆媽媽   | 33歲 計程車司機                             |
| 賴銘偉           | 羅恆爸爸   | 36歲 因工業意外導致下身癱瘓                 |
| 謝以樂           | 黃是延     | 7歲 蝶鞍生殖細胞瘤患者 老躲在自製機器人裡   |
| 曾珮瑜           | 是延媽媽   | 35歲 保險經紀人                             |
| 黃鐙輝           | 是延爸爸   | 38歲 遊覽車司機                             |
| 卉喬             | 余珈農     | 16歲 急性淋巴性白血病患者 厭世音樂少女      |
| 黃采儀           | 珈農媽媽   | 55歲 樂手、家具行老闆娘                     |
| 王夢麟           | 珈農爸爸   | 66歲 樂手、家具行老闆                       |
| 郭大睿           | 高大杉     | 14歲 骨肉瘤患者 情竇初開的中二少男          |
| 范逸臣           | 大杉爸爸   | 40歲 醫美診所老闆                           |
| 田中千绘         | 大杉媽媽   | 38歲 醫美診所老闆娘                         |
| 黃之諾           | 努拉       | 4歲 惡性卵黃囊瘤患者 屁股長了腫瘤只能穿裙子 |
| 夏宇童           | 努拉媽媽   | 30歲 師娘                                   |
| 周厚安           | 努拉爸爸   | 34歲 賴牧師                                 |
| 馬志翔           | 溫暖       | 兒童血液腫瘤科醫師                          |
| 廖慧珍           | 馬馬       | 專科護理師                                  |
| 鄭人碩           | 梁醫生     | 神經外科醫師                                |
| 張芳瑜           |            | 住院醫生                                    |
| 安德森           |            | 住院醫生                                    |
| 張心妍           | 外科女醫師 |                                             |
| 徐灝翔           | 骨科醫師   |                                             |
| 蔡侑庭           | 小白       | 護理師                                      |
| 盧妍蓁           | 小蓁       | 護理師                                      |
| 徐沛晴           | 夏娜       |                                             |
| PINK FUN－陳以芯 | 以芯       |                                             |
| 林楷傑           |            | 外科住院醫師                                |
| 王恩詠           |            | 血管外科醫師                                |

## 製作
該電影於2022年正式開鏡。於2023年年初殺青，4月底完成粗剪。該導演魏德聖曾提及該作品是以多年前參與電視紀錄片中訪談一位已截肢康復的癌童為啟發，其中則宣布將於日本動畫藝術總監丹治匠帶領的團隊合作。

### 製作團隊
- 導演/編劇： 魏德聖
- 監製：徐國倫
- 音效：杜篤之
- 動畫導演：丹治匠（日语：丹治匠）
- 動畫角色設計：瓦倫蒂娜·布蘭卡蒂（Valentina Brancati）
- 動作戲作畫監督：洛倫佐·弗雷斯塔（Lorenzo Fresta）
- 美術監督/色彩設計：宇佐美レオナルド健（leonardo ken usami）
- 製作統籌：吳怡靜
- 製片：劉旻泓
- 攝影指導：葉少青
- 美術指導：翁瑞雄
- 聲音/音效：吳書瑤
- 配樂：何國杰
- 造型指導：林欣宜
- 剪輯：蘇珮儀
- 特效指導：林洪峯、余國亮、梁偉傑

## 發行
《BIG》於2023年11月17至19日以限量口碑場形式先行上映，並於12月1日在臺灣正式上映。

## 獎項紀錄
| 年份 | 頒獎典禮              | 獎項         | 入圍者                 | 結果 |
| ---- | --------------------- | ------------ | ---------------------- | ---- |
| 2024 | 第5屆台灣影評人協會獎 | 最佳女演員   | 曾沛慈                 | 提名 |
| 2024 | 第26屆台北電影獎      | 最佳劇情長片 | 《BIG》                | 提名 |
| 2024 | 第26屆台北電影獎      | 最佳導演     | 魏德聖                 | 提名 |
| 2024 | 第26屆台北電影獎      | 最佳編劇     | 魏德聖                 | 提名 |
| 2024 | 第26屆台北電影獎      | 最佳新演員   | 鄭又菲                 | 獲獎 |
| 2024 | 第26屆台北電影獎      | 最佳配樂     | 何國杰                 | 提名 |
| 2024 | 第26屆台北電影獎      | 最佳聲音設計 | 杜篤之、吳書瑤         | 提名 |
| 2024 | 第26屆台北電影獎      | 最佳視覺效果 | 林洪峯、余國亮、梁偉傑 | 獲獎 |
| 2024 | 第26屆台北電影獎      | 傑出技術     | 動畫導演:丹治匠        | 提名 |
| 2024 | 第61屆金馬獎          | 最佳女配角   | 曾沛慈                 | 提名 |
| 2024 | 第61屆金馬獎          | 最佳新演員   | 鄭又菲                 | 獲獎 |
| 2024 | 第61屆金馬獎          | 最佳視覺效果 | 林洪峯、余國亮、梁偉傑 | 提名 |

## 外部連結
- 官方网站
- 互联网电影数据库（IMDb）上《BIG》的资料（英文）
- 加拿大電影官方網站 （页面存档备份，存于）
- BIG的Facebook專頁
- BIG的新浪微博